# رايكو ماغيتش
رايكو ماغيتش (بالكرواتية: Rajko Magić؛ مواليد 3 فبراير 1955) هو مدرب كرة قدم كرواتي ولاعب سابق.

## التعليم
- تخرج عام 1995 من المدرسة العليا للمدربين في زغرب
- حصل عام 2004 على دبلوم مدرب محترف في الاتحاد الأوروبي لكرة القدم

## المسيرة التدريبية
عمل ماغيتش مدربًا في المنتخب الكرواتي لكرة القدم منذ انطلاق الدوري الكرواتي عام 1992. وخلال مسيرته التدريبية كمدرب رئيسي، عمل في سبعة أندية من الدرجة الأولى وخمسة أندية من الدرجة الثانية، وقاد بشكل مستقل أكثر من 600 مباراة رسمية. وفي عام 2002، قاد نادي سلافن بيلوبو للوصول إلى نصف نهائي كأس إنترتوتو الأوروبية. ومن عام 2006 إلى عام 2008، عمل ماغيتش في نادي دينامو زغرب كمدرب مساعد لبرانكو إيفانكوفيتش، وفاز بالدوري الكرواتي وكأس كرواتيا، وشارك في كأس الاتحاد الأوروبي.
كما تبع ماغيتش إيفانكوفيتش إلى نادي شاندونغ لونينغ الصيني كمدرب مساعد في عام 2010. وساعدوا الفريق على الفوز بالدوري الصيني الممتاز في نفس العام. بعد إقالة إيفانكوفيتش من شاندونغ لونينغ خلال الموسم، تولى ماغيتش، الذي كان مساعد المدرب في ذلك الوقت، منصب المدرب الرئيسي. في عام 2012، عاد ماغيتش إلى كرواتيا للعمل مع نادي إنتر زابرشيتش لمدة عامين، حيث شغل منصب المدير الرياضي في عام 2012 والمدرب الرئيسي في عام 2013.
في عام 2014، تم تعيين ماغيتش من قِبل اتحاد ولاية جوهور لكرة القدم للإشراف على الفرق التابعة للاتحاد. وبهذه الصفة، تم تعيينه لفريق الدوري الماليزي الممتاز جوهر درول تقسيم 2 لموسم 2014، خلفًا لعزمي محمد. ومنذ أبريل 2014، تم تعيين ماغيتش أيضًا لفريق الدوري الماليزي الممتاز جوهور دار التعظيم، أولاً كمدرب مؤقت، ثم كمدرب مساعد لمواطنه بويان هوداك، مما ساعد الفريق على الفوز بلقب الدوري الماليزي الممتاز لعام 2014. ومنذ ديسمبر 2014 تم تعيينه مديرًا لكرة القدم مسؤولاً عن جميع فرق جيه تي دي (الأول والثاني والثالث والرئيس وبيليا).
في عامي 2018 و2019 عمل مع المنتخب الأولمبي الكويتي وفاز ببطولة نوعية في أكتوبر 2018 (الفوز يالنهائي على منتخب السعودية تحت 23 سنة بنتيجة 4:2) وأيضًا في مارس 2019، فاز ببطولة في البحرين مع منتخب الكويت تحت 19 سنة (الفوز يالنهائي على منتخب البحرين تحت 21 سنة بنتيجة 2:1).

## العمل الإضافي
من عام 2004 حتى الآن، يعمل محاضرًا في أكاديمية كرة القدم الكرواتية ويقوم بتدريس تكتيكات كرة القدم للحصول على رخصة الاتحاد الأوروبي لكرة القدم للمحترفين وأ.
في عام 2017، ألّف كتابًا بعنوان «التعليم التكتيكي للفريق» قدّم فيه نظامًا تدريبيًا تكتيكيًا جديدًا كليًا للفريق. وقد أصدرت أكاديمية كرة القدم التابعة للاتحاد الكرواتي لكرة القدم الكتاب واعتمدته كمرجع رسمي في ندوات التدريب التابعة للاتحاد الأوروبي لكرة القدم. وخلال الفترة من 2017 إلى 2020، عمل محللًا خبيرًا لمباريات كرة القدم على قناة إتش إن تي في (تلفزيون كرة القدم الكرواتي).

## وصلات خارجية
- Rajko Magić profile at Sina.com (Chinese)
- Završen Drugi semestar škole za UEFA-PRO trenere pri Nogometnoj akademiji. نسخة محفوظة 2012-03-06 على موقع واي باك مشين.
- Povijest kluba. نسخة محفوظة 2010-02-23 على موقع واي باك مشين.
- Ivica Medo (17 Dec 2009). "Profesor u Kini: Branko Ivanković potpisao ugovor sa Shandong Lunengom" [Professor in China: Branko Ivanković signs contract with Shandong Lueng] (بالكرواتية). Nacional (weekly). Archived from the original on 2012-05-23. Retrieved 2012-07-24.
- - Vecernji (بالكرواتية)
- - HR Sport (بالكرواتية)
- - NK Dinamo (بالكرواتية)